# Ẓāʾ
Ẓāʼ (in arabo ظاء‎? /ðˁɑːʔ/) è la diciassettesima lettera dell'alfabeto arabo. Nella numerazione abjad essa assume il valore 900 secondo la variante orientale, il valore 800 in quella occidentale (nelle regioni del Maghreb).

## Origine
Ẓāʼ è una delle sei lettere dell'alfabeto arabo che rappresentano delle versioni diverse di altre lettere. Questo fu dovuto al fatto che le 22 lettere originarie (derivanti dagli alfabeti nabateo o siriaco, a seconda delle interpretazioni) non erano sufficienti a rappresentare tutti i fonemi della parlata araba.
Essa rappresenta una diversa versione della lettera ṭāʾ.

## Fonetica
Si tratta di una delle quattro consonanti (ظ, ط, ض, ص) dette enfatiche dall'arabistica tradizionale; la linguistica utilizza invece il termine faringalizzate, perché la radice della lingua comprime la faringe durante la pronuncia della consonante. Foneticamente corrisponde alla fricativa dentale sonora ([ðˁ]) o alla fricativa alveolare sonora ([zˁ]) faringalizzata. Questi due foni sono allofoni nella lingua araba.
La presenza delle quattro consonanti enfatiche comporta inoltre uno scurimento della vocale cui sono associate a causa di un fenomeno di assimilazione. Molto evidente è l'assimilazione della vocale di timbro a che viene attratta nella pronuncia posteriore fino a diventare /ɑ/ o /ɒ/.

## Scrittura e traslitterazione
Graficamente si differenzia da ṭāʼ esclusivamente per il punto posto al di sopra del grafo.
Ẓāʼ viene scritta in varie forme in funzione della sua posizione all'interno di una parola:
| Forma isolata | Forma finale | Forma intermedia | Forma iniziale |
| ﻅ             | ـظ…          | …ـظـ…            | …ظـ            |

Nella traslitterazione dall'arabo si usa comunemente una ẓ.

## Sintassi
Ẓāʼ è una lettera solare. Ciò significa che quando ad una parola che inizia con questa lettera bisogna anteporre l'articolo determinativo (ال alif lām, al), è necessario pronunciarlo come se al posto della lettera lām ci fosse una seconda ẓāʼ.